# Душан Савић
Душан „Дуле” Савић (Уб, 1. јун 1955) је некадашњи југословенски и српски фудбалер и данашњи фудбалски тренер. Фудбал је почео да игра у локалном клубу Јединству из Уба.
О његовом животу и раду је Александар Апостоловски написао књигу „Дуле Савић”. Филм „Дуле Савић, а у Лондону мук” о његовом лику и делу снимила је др Бранка Бешевић Гајић, филмски редитељ.

## Каријера

### Црвена звезда
Душан Савић је 21. марта 1972. године стигао на Маракану да би одиграо пробну утакмицу након које је одмах био укључен у клупски подмладак Црвене звезде. Две године касније, 1974, постаје првотимац Црвене звезде. За први тим црвено-белих наступао је од 1973. до 1982. године. Одиграо је 258 званичних утакмица и постигао 149 голова (укупно 410 мечева и 266 погодака рачунајући све утакмице). Трећи је стрелац у историји клуба по броју голова у званичним сусретима (149), други по броју голова у првенству (119) и трећи по броју погодака у еврокуповима (20). Освојио је две шампионске титуле 1977. и 1980. године и један Куп 1982. године. Освајање титуле у сезони 1980/81 је пропустио због војске, па није забележио наступ у првенству. Два пута је био најбољи стрелац лиге и то у сезонама 1974/75 (20 голова) и 1978/79 (24 гола).

### Иностранство
После тога провео је шест сезона у француској Првој лиги: две у ФК Лил (Lille OSC) и четири у ФК Кан (AS Cannes). Шест месеци играо је и у шпанској Првој лиги за Спортинг из Хихона (Sporting de Gijón) без временски ограниченог уговора.
У сезони 1983/84 наступао је за француски Лил и на 36 лигашких мечева постигао 12 голова. следеће сезоне је био још успешнији и на 34 утакмице 13 пута се уписао у стрелце. Нова страница у Савићевој богатој каријери од 1985. године био је Кан. Већ у првој сезони у дресу овог клуба постигао је 15 погодака на 31 првенственој утакмици. Запажен учинак имао је и у сезони 1987/88, када је на 30 сусрета 11 пута матирао противничке чуваре мреже, а у дресу Кана је и завршио фудбалску каријеру 1989. године.

### Репрезентација
У 19. години дебитује за тадашњу југословенску репрезентацију. За репрезентацију Југославије одиграо је 12 утакмица и постигао четири гола. Дебитовао је 31. маја 1975. године против Холандије, када је постигао гол у победи од 30. последњи меч за национални тим одиграо је 13. октобра 1982. против Норвешке у квалификацијама за Европско првенство, када је постигао једини гол за Југославију у поразу резултатом 1:3.
Душан Савић је члан Управног одбора Радио-телевизије Србије од 2006. године.

#### Голови за репрезентацију
| #  | Датум              | Место              | Противник | Резултат | Такмичење                                 |
| -- | ------------------ | ------------------ | --------- | -------- | ----------------------------------------- |
| 1. | 31. мај 1975.      | Београд, Србија    | Холандија | 3 : 0    | Пријатељска                               |
| 2. | 15. новембар 1978. | Скопље, Македонија | Грчка     | 4 : 1    | Балкански куп                             |
| 3. | 14. новембар 1979. | Нови Сад, Србија   | Кипар     | 5 : 0    | Квалификације за Европско првенство 1980. |
| 4. | 13. октобар 1982.  | Осло, Норвешка     | Норвешка  | 1 : 3    | Квалификације за Европско првенство 1984. |

## Лични живот
Душан Савић ожењен је ТВ-новинарком Марином Рајевић Савић, ауторком и водитељком емисије „Док анђели спавају“. Душан и Марина Савић имају два сина, Уроша и Вујадина. Вујадин Савић је члан Црвене звезде. Често истиче да је велики верник. Рок група “Прљави инспектор Блажа и кљунови“ има и једну песму о легендарном стрелцу Црвене звезде, а појавио се и у филму “Муње“, где је у једној сцени играо самог себе.